# Dzoragluch
Dzoragluch – wieś w Armenii, w prowincji Aragacotn. W 2011 roku liczyła 305 mieszkańców.